# Waiting for the End
«Waiting for the End» — пісня американського рок-гурту Linkin Park, що стала другим синглом із їх четвертого студійного альбому «A Thousand Suns». Реліз сингла відбувся 1 жовтня 2010 року.

## Список композицій
Digital single
| #  | Назва                                                            | Тривалість |
| -- | ---------------------------------------------------------------- | ---------- |
| 1. | «Waiting for the End»                                            | 3:51       |
| 2. | «The Catalyst» («Guitarmagedon» Does It Offend You, Yeah? Remix) | 3:06       |

CD single
| #  | Назва                                        | Тривалість |
| -- | -------------------------------------------- | ---------- |
| 1. | «Waiting for the End»                        | 3:51       |
| 2. | «Waiting for the End» (The Glitch Mob Remix) | 4:54       |

Promotional UK CD single
| #  | Назва                 | Тривалість |
| -- | --------------------- | ---------- |
| 1. | «Waiting for the End» | 3:51       |

## Відеокліп
Прем'єра відеокліпа, режисером якого став Джо Хан, відбулася 8 жовтня 2010 року на сайті телеканалу «MTV». На офіційному YouTube-каналі гурта він має зараз більше 21 мільйона переглядів.
Кліп наповнений комп'ютерною графікою. Камера рухається навколо нерухомих членів групи, їх тіла і силуети викривляються й розпливаються. Зображення співаючих Майка і Честера змінюються зображеннями різноманітних тварин, механізмів, апаратури групи; Честера «збирають» і «розбирають» по молекулам. На початку бриджу «оживає» Роб, до середини — інші учасники групи. У кінці кліпу зображення Честера розпадається на світні частки.

## Позиції в чартах
| Чарт (2010—11)                         | Найвища позиція |
| -------------------------------------- | --------------- |
| Австрія (Ö3 Austria Top 40)            | 34              |
| Бельгія (Ultratop)                     | 20              |
| Канада (Canadian Hot 100)              | 55              |
| Франція (SNEP)                         | 58              |
| Німеччина (Media Control Charts)       | 29              |
| Японія (Japan Hot 100)                 | 34              |
| Швейцарія (Schweizer Hitparade)        | 58              |
| Велика Британія (UK Singles Chart)     | 90              |
| США (Billboard Hot 100)                | 42              |
| США (Billboard Rock Songs)             | 2               |
| США (Billboard Alternative Songs)      | 1               |
| США (Billboard Mainstream Rock Tracks) | 37              |
| США (Billboard Pop Songs)              | 21              |
| США (Billboard Adult Pop Songs)        | 11              |